# Tillandsia ulrici
Tillandsia ulrici là một loài thuộc chi Tillandsia. Đây là loài đặc hữu của México.